# Hyoscyamus bornmulleri
Hyoscyamus bornmulleri är en potatisväxtart som beskrevs av M. Khalamsaz. Hyoscyamus bornmulleri ingår i släktet bolmörter, och familjen potatisväxter. Inga underarter finns listade i Catalogue of Life.